# Municipio de Eloxochitlán (Hidalgo)
El municipio de Eloxochitlán es uno de los ochenta y cuatro municipios que conforman el estado de Hidalgo, México. La cabecera municipal es la localidad de Eloxochitlán y la más poblada es San Juan Hualula.
Eloxochitlán se localiza al centro norte del territorio hidalguense entre los paralelos 20°38′ y 20°51′ de latitud norte; los meridianos 98°45′ y 99°0′ de longitud oeste; con una altitud entre 800 y 2700 m s. n. m. Este municipio cuenta con una superficie de 239.51 km², y representa el 1.15 % de la superficie del estado; dentro de la región geográfica denominada como Sierra Baja.
Colinda al norte con los municipios de Tlahuiltepa y Juárez Hidalgo; al este con los municipios de Molango de Escamilla y Metztitlán; al sur con los municipios de Metztitlán, Cardonal y Tlahuiltepa; al oeste con el municipio de Tlahuiltepa.

## Toponimia
Este nombre se deriva de las raíces náhuatl: “elotl” elote, “xochitl” flor y “tlan” lugar; quedando como “Lugar de Flor de Elote”.

## Geografía

### Relieve e hidrográfica

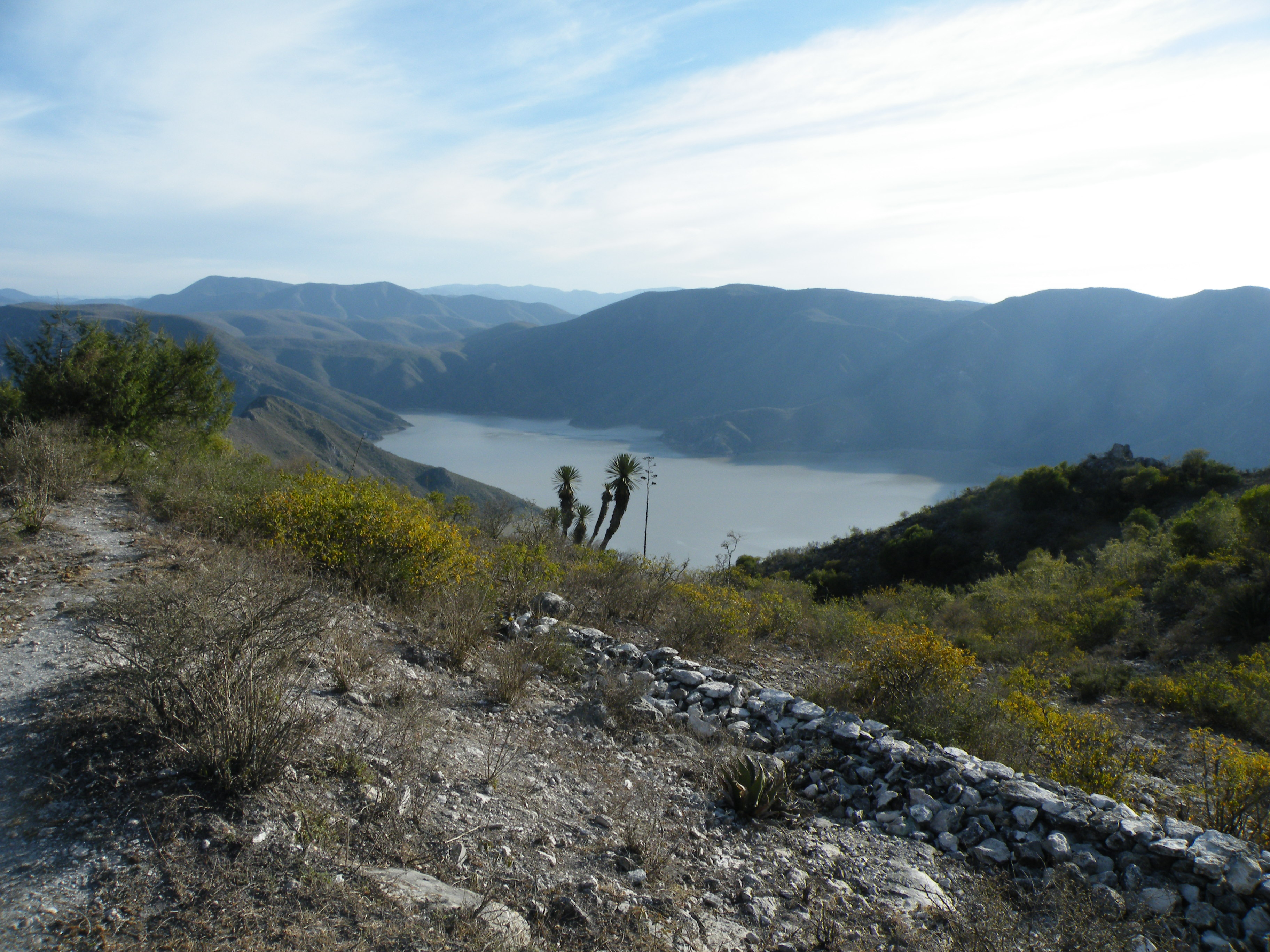
Panorama del territorio municipal.

En cuanto a fisiografía se encuentra dentro de la provincia de la Sierra Madre Oriental; dentro de la subprovincia Carso Huasteco. Su territorio es meseta (76.0%) y sierra (24.0%).
En cuanto a su geología corresponde al periodo cretácico (83.0%), neógeno (13.0%) y cuaternario (2.0%). Con rocas tipo ígnea extrusiva: basalto (11.5%), basalto–brecha volcánica básica (1.5%); sedimentaria: caliza (81.0%) y caliza-lutita (2.0%); Suelo: aluvial (2.0%). En cuanto a edafología el suelo dominante es leptosol (53.0%), luvisol (25.0%), cambisol (11.0%), phaeozem (4.0%), regosol (2.0%), vertisol (2.0%) y fluvisol (1.0%).
En lo que respecta a la hidrología se encuentra posicionado en la región hidrológica del Pánuco; en la cuenca del río Moctezuma; dentro de la subcuenca río Amajac (97.0%) y río Metztitlán (3.0%).

### Clima
El territorio municipal se encuentran los siguientes climas con su respectivo porcentaje: Seco semicálido (43.0%), semiseco semicálido (37.0%), templado subhúmedo con lluvias en verano, de menor humedad (11.0%), templado subhúmedo con lluvias en verano, de mayor humedad (8.0%) y semiseco templado (1.0%).
Por lo regular casi todo el año se encuentra nublado, en el periodo de invierno se registran heladas y nevadas. Tiene una temperatura media anual de 17 °C una precipitación pluvial de 1075 milímetros cúbicos por año.

### Ecología
La flora está compuesta por vegetación de selva media; tiene árboles como el pino, cedro blanco, encino, cuatlapal y chaparrales. Árboles frutales, como manzana, durazno, mango, pera, limón, zapote, capulines, agua café y nogal. En cuanto a fauna se encuentran algunos mamíferos como venado, ardilla voladora, armadillo, jabalí, coyote, zorro, mapache, conejo, tejón, liebre, gato montés, tlacuache, y una gran variedad de reptiles como víbora de cascabel, serpiente coralillo, chirrionera, mutlapil, venadillo, víbora ratonera, víbora de agua y cochinilla.
Parte de este municipio pertenece a la Barranca de Metztitlán, decretada como Reserva de la Biósfera el 27 de noviembre de 2000 con una superficie de 96 042.90 ha; esta área también comprende los municipios de Acatlán, Atotonilco el Grande, Huasca de Ocampo, Metepec, Metztitlán, San Agustín Metzquititlán  y Zacualtipán de Ángeles.
La Laguna de Metztitlán es uno de tres sitios decretados dentro del Convenio de Ramsar que se encuentran en el estado de Hidalgo; decretada el 2 de febrero de 2004 con una área de 2937.2 ha abarcando también el municipio de Metztitlán.

## Demografía

### Población
De acuerdo a los resultados que presentó el Censo Población y Vivienda 2020 del INEGI, el municipio cuenta con un total de 2593 habitantes, siendo 1239 hombres y 154 mujeres. Tiene una densidad de 10.8 hab/km², la mitad de la población tiene 39 años o menos, existen 91 hombres por cada 100 mujeres.
El porcentaje de población que habla lengua indígena es de 0.56 %, y el porcentaje de población que se considera afromexicana o afrodescendiente es de 0.96 %. Tiene una Tasa de alfabetización de 98.8 % en la población de 15 a 24 años, de 86.5 % en la población de 25 años y más. El porcentaje de población según nivel de escolaridad, es de 9.8 % sin escolaridad, el 70.0 % con educación básica, el 16.3 % con educación media superior, el 3.9 % con educación superior, y 0.0 % no especificado.
El porcentaje de población afiliada a servicios de salud es de 79.3 %. El 5.3 % se encuentra afiliada al IMSS, el 90.2 % al INSABI, el 4.1 % al ISSSTE, 1.1 % IMSS Bienestar, 0.0 % a las dependencias de salud de PEMEX, Defensa o Marina, 0.1 % a una institución privada, y el 0.0 % a otra institución. El porcentaje de población con alguna discapacidad es de 10.6 %. El porcentaje de población según situación conyugal, el 34.8 % se encuentra casada, el 27.4 % soltera, el 23.0 % en unión libre, el 4.5 % separada, el 0.6 % divorciada, el 9.7 % viuda.
Para 2020, el total de viviendas particulares habitadas es de 847 viviendas, representa el 0.1 % del total estatal. Con un promedio de ocupantes por vivienda 3.8 personas. Predominan las viviendas con tabique y block. En el municipio para el año 2020, el servicio de energía eléctrica abarca una cobertura del 99.3 %; el servicio de agua entubada un 37.3 %; el servicio de drenaje cubre un 97.8 %; y el servicio sanitario un 97.5 %.

### Localidades

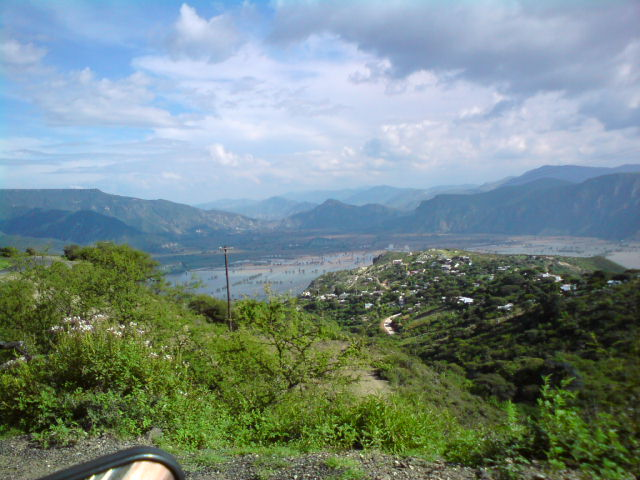
Localidad de San Juan Hualula.

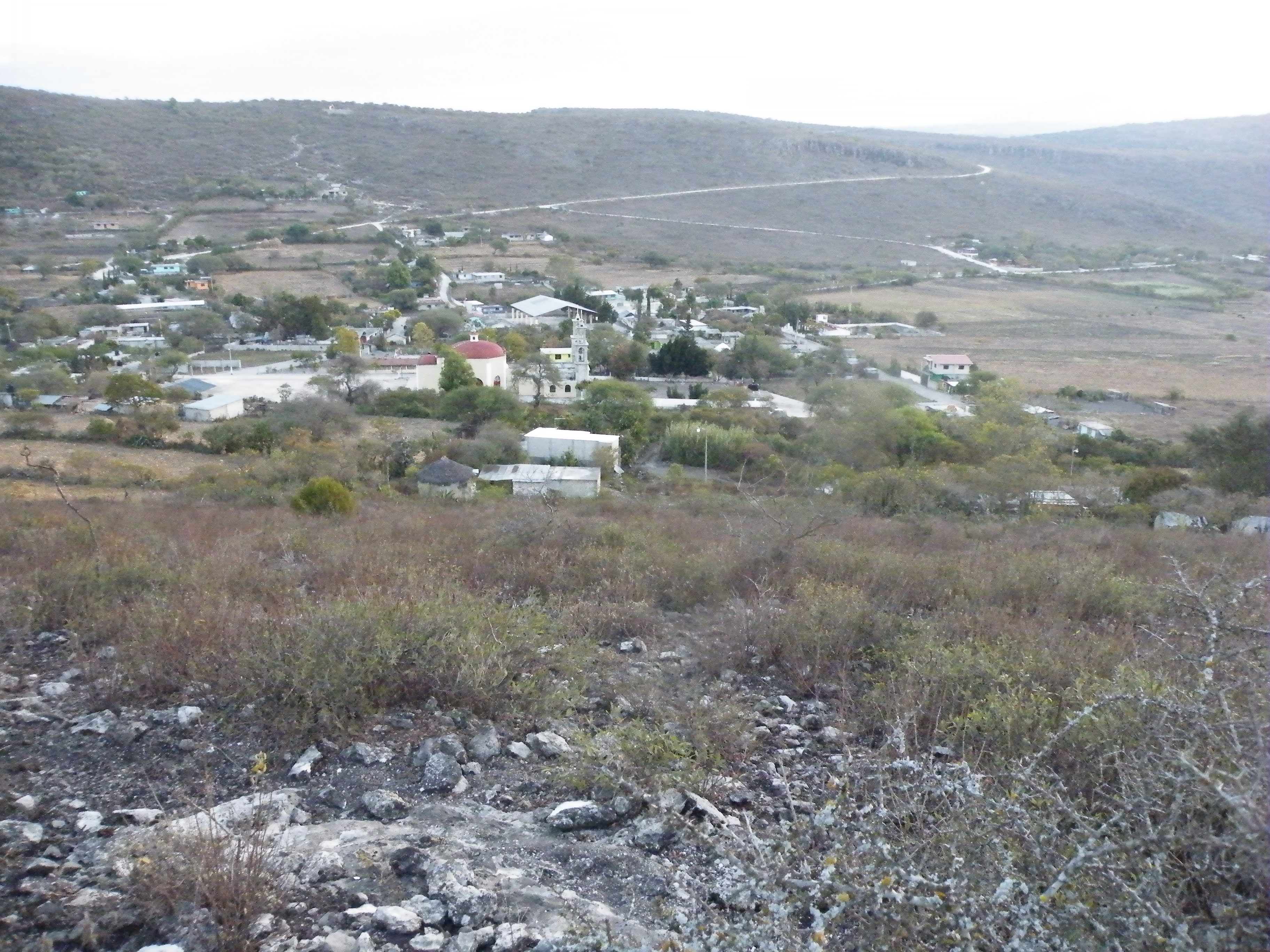
Localidad de San Pedro Gilo.

Para el año 2020, de acuerdo al Catálogo de Localidades, el municipio cuenta con 22 localidades.
| Código INEGI | Localidad                                   | Población (2020) | Porcentaje (%) | Ámbito Población | Categoría Población |
| ------------ | ------------------------------------------- | ---------------- | -------------- | ---------------- | ------------------- |
| 130200006    | San Juan Hualula                            | 975              | 37.60          | Rural            | Comunidad           |
| 130200001    | Eloxochitlán                                | 601              | 23.18          | Urbano           | Cabecera municipal  |
| 130200005    | San Pedro Gilo                              | 194              | 7.48           | Rural            | Ranchería           |
| 130200011    | Tepeyica                                    | 147              | 5.67           | Rural            | Ranchería           |
| 130200009    | San Juan Amajaque                           | 108              | 4.17           | Rural            | Ranchería           |
| 130200002    | San Miguel Almolón                          | 104              | 4.01           | Rural            | Ranchería           |
| 130200003    | Almoloya                                    | 73               | 2.82           | Rural            | Ranchería           |
| 130200004    | Chalmita                                    | 65               | 2.51           | Rural            | Ranchería           |
| 130200007    | Itztacapa                                   | 54               | 2.08           | Rural            | Ranchería           |
| 130200012    | Chacaya                                     | 53               | 2.04           | Rural            | Ranchería           |
| 130200020    | La Punta de Hualula (La Punta de Cerro)     | 50               | 1.93           | Rural            | Ranchería           |
| 130200010    | Tecomate                                    | 42               | 1.62           | Rural            | Ranchería           |
| 130200008    | Otatla                                      | 31               | 1.20           | Rural            | Ranchería           |
| 130200014    | El Puerto de Jiliapa (El Puerto de Hualula) | 29               | 1.12           | Rural            | Ranchería           |
| 130200025    | El Rancho de Tecuanimito                    | 22               | 0.85           | Rural            | Ranchería           |
| 130200013    | Metzquititla                                | 18               | 0.69           | Rural            | Ranchería           |
| 130200026    | La Alameda                                  | 9                | 0.35           | Rural            | Ranchería           |
| 130200029    | La Laguna Seca (Paredón)                    | 6                | 0.23           | Rural            | Ranchería           |
| 130200023    | Patoloya                                    | 6                | 0.23           | Rural            | Ranchería           |
| 130200019    | Yateco                                      | 3                | 0.12           | Rural            | Ranchería           |
| 130200021    | La Ciénega                                  | 2                | 0.08           | Rural            | Ranchería           |
| 130200017    | Otompa                                      | 1                | 0.04           | Rural            | Ranchería           |

## Política
Se erigió como municipio a partir del 21 de septiembre de 1937. El Honorable Ayuntamiento está compuesto por: un presidente municipal, un síndico, cinco regidores y once delegados municipales. De acuerdo al Instituto Nacional electoral (INE) el municipio está integrado 8 secciones electorales, de la 0342 a la 0349. Para la elección de diputados federales a la Cámara de Diputados de México y diputados locales al Congreso de Hidalgo, se encuentra integrado al III Distrito Electoral Federal de Hidalgo y al II Distrito Electoral Local de Hidalgo. A nivel estatal administrativo pertenece a la Macrorregión IV y a la Microrregión III, además de a la Región Operativa XII Molango.

### Cronología de presidentes municipales
| Periodo                  | Nombre                           | Afiliación política        |
| ------------------------ | -------------------------------- | -------------------------- |
| 1964-1967                | Víctor Farela H.                 | -                          |
| 1967-1970                | Enrique Mercado B.               | -                          |
| 1970-1973                | J. Concepción Hernández Badillo  | -                          |
| 1973-1976                | José Badillo Zenil               | -                          |
| 1976-1979                | Eleuterio Ramírez Badillo        | -                          |
| 1979-1982                | Herlindo Ramírez Badillo         | -                          |
| 1982-1985                | Jaime Sierra Badillo             | -                          |
| 1985-1988                | Eleuterio Ramírez Badillo        | -                          |
| 1988-1991                | Romelio Olvera Badillo           | -                          |
| 1991-1994                | Saúl Marcelino Hernández Ramírez | -                          |
| 16/01/1994 al 15/01/1997 | Sinecio Badillo Zenil            | PRI                        |
| 16/01/1997 al 15/01/2000 | Gilberto Hernández Espinosa      | PRI                        |
| 16/01/2000 al 15/01/2003 | Alejandro Ramírez Pérez          | PRD                        |
| 16/01/2003 al 15/01/2006 | Aarón Santamarina Durán          | PRD                        |
| 16/01/2006 al 15/01/2009 | Aurelio Peraza Montiel           | PRD                        |
| 16/01/2009 al 15/01/2012 | Ociel Miranda Coronado           | PT                         |
| 16/01/2012 al 04/09/2016 | Baltazar Hernández Delgado       | PT                         |
| 05/09/2016 al 04/09/2020 | Héctor Badillo Severiano         | PVEM                       |
| 05/09/2020 al 14/12/2020 | Lázaro Marcos Martínez           | Concejo Municipal Interino |
| 15/12/2020 al 04/09/2024 | Antonio Badillo García           | PRD                        |
| 05/09/2024 al 04/09/2027 | Anna Laura Ibarra García         | PT                         |

## Economía
En 2015 el municipio presenta un IDH de 0.664 Medio, por lo que ocupa el lugar 63.º a nivel estatal; y en 2005 presentó un PIB de $101 586 843 pesos mexicanos, y un PIB per cápita de $42 030 (precios corrientes de 2005).
De acuerdo con el Consejo Nacional de Evaluación de la Política de Desarrollo Social (Coneval), el municipio registra un Índice de Marginación Medio; el 52.6% de la población se encuentra en pobreza moderada y 21.6% se encuentra en pobreza extrema. En 2015, el municipio ocupó el lugar 46 de 84 municipios en la escala estatal de rezago social.
A datos de 2015, en materia de agricultura, de maíz se cosecharon 596 hectáreas, de fríjol 257 hectáreas, de nogal 37 hectáreas, ejote 22 hectáreas y de calabacita 16 hectáreas. En ganadería se contó con 3975 cabezas de ganado bovino, 1250 cabezas de ganado
porcino, 2800 cabezas de ganado ovino, 2900 cabezas de ganado caprino, 17000 aves, 1400 guajolotes y 40 colmenas.
En silvicultura la superficie forestal es de 2152 hectáreas de las cuales solo 4446 hectáreas cuentan con especie arbolada de tipo comercial, el municipio está dividido en dos tipos de tierra. El bosque húmedo y arbolado, en el perímetro del cerro conocido como agua fría en el que predomina pino encino, liquidámbar y otros. El municipio cuenta con seis tiendas Diconsa repartidas en las siguientes comunidades, Chalmita, Eloxochitlán, Ualula, Tepeyica, Almoloya y Chacaya. El tianguis se realiza en la cabecera municipal los días viernes de cada semana.
De acuerdo con cifras al año 2015 presentadas en los censos económicos del INEGI, la Población Económicamente Activa (PEA) de 12 años y más del municipio asciende a 711 de las cuales 705 se encuentran ocupadas y 6 se encuentran desocupadas. El 53.62% pertenece al sector primario, el 12.34% pertenece al sector secundario, el 31.35% pertenece al sector terciario y el 2.69% no específico.